# Heteromormyrus pauciradiatus
Heteromormyrus pauciradiatus ist ein afrikanischer Süßwasserfisch aus der Familie der Nilhechte (Mormyridae), der in angolanischen Küstenflüssen vorkommt.

## Merkmale
Die Fischart wird etwa 10 cm lang und ist dunkelbraun gefärbt und mit zahlreichen kleinen, schwarzen Punkten gemustert. Sie ist mäßig gestreckt und seitlich abgeflacht. Das Kopfprofil ist abgerundet. Das Vorderende des Kopfes ragt etwas über das Maul hinaus. Die Kopflänge (Abstand vorderes Kopfende bis zum Hinterrand des Kiemendeckels) entspricht etwa der maximalen Körperhöhe. Die Zähne sind zweispitzig, die Augen sind sehr klein. Rücken- und Afterflosse befinden sich weit hinter der Körpermitte und stehen sich fast symmetrisch gegenüber, wobei die Afterflosse etwas länger und höher ist und etwas weiter vorne beginnt. Die tief gegabelte Schwanzflosse ist zur Hälfte beschuppt, die Enden beider Loben sind abgerundet.
- Flossenformel: Dorsale 18, Anale 23, Pectorale 10, Ventrale 6.
- Schuppenformel: SL ca. 70.

21-22 Schuppenreihen zwischen Seitenlinie und Rückenflosse, 18 zwischen Seitenlinie und Bauchflossen und 12 rund um den Schwanzstiel.
Längs der Seitenlinie liegen 79-82 Schuppen.